# A Santa Aliança
A Santa Aliança (1977) é um filme de Eduardo Geada, uma ficção do cinema militante português da década de setenta.
Estreia em Lisboa no City-Cine, a 20 de Novembro de 1980

## Ficha sumária
- Argumento – Eduardo Geada[2]
- Realizador – Eduardo Geada[2]
- Produção – IPC
- Actores principais – Io Apolloni, Lia Gama, Henrique Viana[1][2]
- Género – ficção, comédia dramática (cinema militante)
- Formato – 35 mm cor
- Duração – 120’[2]
- Distribuição – Distribuidores Reunidos
- Estreia – Lisboa, City-Cine, a 20 de Novembro de 1980

## Sinopse
«Lisboa, Dezembro de 1974: abalada pelo movimento popular de Abril (no PREC), uma influente família de financeiros procura sobreviver e preservar as prerrogativas conquistadas em plena ditadura, jogando com as suas armas naturais: o dinheiro, com que se compram as pessoas; os prazeres camuflados, a imunidade a conservar, a esperança de "melhores dias". Uma experiência teatral revolucionária serve de contraponto»

## Enquadramento histórico
A Santa Aliança é um dos poucos filmes de ficção do cinema militante português dos anos setenta, o que contrasta com o grande número de documentários dessa época que exploram o género. Tem como particularidade distintiva retratar uma classe social superior, a da alta burguesia, tal como a anterior ficção do mesmo autor: O Funeral do Patrão. Na sua quase totalidade, os filmes documentários do cinema militante retratam, pelo contrário, os problemas e as lutas das classes desfavorecidas: operários, camponeses ou pescadores, em suma os problemas da classe trabalhadora.
Trata-se assumidamente de puro cinema militante, sem concessões a qualquer outro género, distanciando-se, por um lado, da prática da antropologia visual explorada no cinema por vários dos seus colegas contemporâneos e, por outro, de qualquer tentação intimista ou psicológica que "explique" os personagens, tentação essa a que cedem muitas das obras do neo-realismo e da Nova Vaga, que inspiram o novo cinema português. A temática de A Santa Aliança enquadra-se num processo revolucionário em curso e por isso, tal como os documentários do género, num quadro em que o neo-realismo se esvazia, tornando-se prática menos crítica que construtivista: o socialismo, que dantes era um sonho, é então uma realidade em vias de se consolidar. Enquanto ficção, o filme possui significativo valor documental sobre as ilusões, as representações e o imaginário da época.
Há quem argumente, provavelmente com razão, ser A Santa Aliança «uma das mais lúcidas reflexões que o cinema português produziu sobre o período da Revolução de Abril». Mostra interiores burgueses: por eles se sente fascínio e se sente repulsa. Mostra um Poder que a corajosa aventura de vinte capitães não será capaz de destruir. Divaga em torno de amores encrespados de duas mulheres: Io Apolloni, militante ingénua e voluntarista e Lia Gama, burguesa excessiva que se entedia, transgride e morre. Essa história, em que, material de compra e venda, o erotismo e o prazer se insinuam, é uma ficção íntima em que a Revolução participa em «off-screen». Ouve-se ela ao longe nesses interiores burgueses, nessas paisagens muradas, no «espaço do desgosto»  onde joga a classe dominante.
Ficção cuja dinâmica é a pura dialética marxista, A Santa Aliança apresenta-se ao mesmo tempo como uma lição de história e como obra militante que, implicitamente, se mostra insegura e ambivalente nos seus desígnios. Era de recear: a revolução abortou, ficaram pela rama os seus efeitos. O vigoroso cinema militante de então foi por uns enterrado vivo e por outros envergonhada ou ostensivamente esquecido. Alguns dos seus ilustres representantes foram marginalizados, como Geada, tornando-se a sua produtividade nula ou escassa, tendo de se dedicar a filmes de TV, ao ensino ou a outras actividades, tal como António de Macedo, que por isso deixa de filmar (ver biografia e entrevista S.P.A.).

## Ficha artística
- Io Apolloni – Sandra
- Lia Gama – Maria
- Henrique Viana – José Saraiva
- Helena Isabel – modelo
- Paulo Duarte – Pedro
- Adelaide João – parteira
- António Anjos – actor
- Luís Lelo – actor
- Jorge Vale – actor
- Cândido Mota – reitor
- David Silva – banqueiro Saraiva
- Isabel Branco – actriz
- Maria – criada
- Carlos Santos
- José de Castro
- José Manuel Rosado
- Luís Alberto
- Luís Mascarenhas
- Maria do Céu Guerra
- Maria Tavares
- Miguel Franco (foi substituído por doença)
- Norberto Barroca
- Orlando Costa
- Pedro Pinheiro
- Santos Manuel
- Teresa Roby
- Vicente Alpalhão
- Vicente Galfo
- Vítor de Sousa
- Baptista Fernandes

## Ficha técnica
- Argumento – Eduardo Geada
- Diálogos – Eduardo Geada, (Gonçalves Preto) Edgar Gonsalves Preto, Manuel Machado da Luz
- Realizador – Eduardo Geada
- Assistente de realização – (Gonçalves Preto) Edgar Gonsalves Preto
- Produção – IPC
- Chefe de produção – Marcílio Krieger
- Secretária de produção- Maria Luísa Gomes
- Assistentes de produção – Anabela Gonçalves, José Damas e António Luís Campos
- Rodagem – Julho / Agosto de 1975
- Fotografia – Manuel Costa e Silva
- Câmara – Francisco Silva
- Assistente de imagem – Octávio Espírito Santo
- Iluminação – João Silva, Carlos Afonso, Emídio Castro e Humberto Alves
- Maquinista – Carlos Sequeira
- Decoração – José Costa Reis
- Vestuário – José Costa Reis
- Caracterização – Conceição Madureira
- Cabeleireiro – Maria Morais
- Director de som – João Carlos Gorjão
- Operador de som – Bento Palma
- Música – Pedro Osório
- Montagem – Eduardo Geada
- Assistentes de montagem – Jacinta Guerreiro e Celeste Alves
- Género – ficção, comédia dramática (cinema militante)
- Formato – 35 mm cor
- Duração – 120’
- Distribuição – Distribuidores Reunidos
- Ante-estreia – 7º Festival de Cinema da Figueira da Foz, 1978
- Estreia – Lisboa, City-Cine, a 20 de Novembro de 1980

## Festivais
- 1978 – Festival de Cannes (Quinzena dos Realizadores) – ver ficha[ligação inativa]
- 1978 – 7º Festival de Cinema da Figueira da Foz